# Wydział Odlewnictwa Akademii Górniczo-Hutniczej w Krakowie
Wydział Odlewnictwa Akademii Górniczo-Hutniczej im. Stanisława Staszica w Krakowie – jeden z 18 wydziałów Akademii Górniczo-Hutniczej im. Stanisława Staszica w Krakowie. Jego siedziba znajduje się przy ul. Reymonta 23 w Krakowie. Powstał w 1951 r.

## Struktura
- Katedra Inżynierii Procesów Odlewniczych
- Katedra Inżynierii Stopów i Kompozytów Odlewanych
- Katedra Tworzyw Formierskich, Technologii Formy i Odlewnictwa Metali Nieżelaznych
- Katedra Chemii i Korozji Metali[3]

## Kierunki studiów
Obecnie Wydział Odlewnictwa kształci studentów na kierunkach:
- Inżynieria Procesów Odlewniczych (ostatni rocznik wystartował w październiku 2021)
- Komputerowe Wspomaganie Procesów Inżynierskich
- Tworzywa i Technologie Motoryzacyjne
- Technologie Przemysłu 4.0

## Władze
Dziekan:  Prof. dr hab. inż. Marcin Górny

Prodziekan ds. Nauki i Współpracy:  dr hab. inż. Katarzyna Major-Gabryś, prof. AGH

Prodziekan ds. Studenckich:  dr hab. inż. Jarosław Jakubski, prof. AGH

Prodziekan ds. Kształcenia:  dr hab. inż. Magdalena Kawalec, prof. AGH